# キミのとなりで恋してる!
『キミのとなりで恋してる!』（キミのとなりでこいしてる）は、2014年11月28日にALcotハニカムより発売されたアダルトゲーム。
萌えゲーアワード2014にて金賞・シナリオ賞を受賞。
2015年11月27日には、ファンディスクとして『キミのとなりで恋してる! -THE RESPECTIVE HAPPINESS-』が発売され、萌えゲーアワード2015にて金賞・ファンディスク賞を獲得した。

## あらすじ
孫の秋人に将来を心配した祖母・関谷千代が涙ながらに嫁に相応しい相手を紹介するように訴えた事で物語が始まる。

## 登場人物
関谷 秋人
本作の主人公。恵泉学園女子陸上部のマネージャー。
星野 なぎさ
声 - 歩サラ
主人公と同じ陸上部に所属する。主人公とは幼なじみだが現在は疎遠になっている。
小松 莉奈
声 - 秋野花
秋人となぎさの幼なじみで水泳部に所属する。
知花 涼香
声 - 香山いちご
他校から転校してくる女の子。
知花 彩香
声 - 立花沙羅
涼香の姉。ファンディスク登場。
関谷 恵
声 - あじ秋刀魚
甘えん坊で、寂しくなるとお兄ちゃんの乳首を触りだす癖がある秋人のひとつ下の妹。
瀬古 勝彦
声 - 古河徹人
秋人の親友で駅伝部のエース。
関谷 千代
声 - 草村ケイ
孫の将来を心配している秋人の祖母。